# Sebastian Ohlsson (calciatore 1992)
Sebastian Jonas Ohlsson, talvolta riportato come Sebastian Olsson (Hova, 31 dicembre 1992), è un calciatore svedese, centrocampista del Degerfors.

## Carriera
È cresciuto nella sua cittadina natale Hova. Nel maggio 2010 ha giocato cinque partite in prestito all'IFK Mariestad nella quinta serie nazionale, poi ha proseguito la stagione in Division 1 allo Skövde AIK, società proprietaria del suo cartellino. È rimasto in biancorosso fino al termine della stagione 2013.
Nel novembre del 2013 è stato ufficializzato il suo ingaggio – valido a partire dal successivo gennaio – da parte dell'Häcken, con un accordo dalla durata di tre anni. Durante i due anni trascorsi in giallonero, ha giocato le sue prime otto partite in Allsvenskan, rispettivamente due nell'edizione 2014 e sei nell'edizione 2015.
In vista della stagione 2016, è sceso in Superettan per approdare per la prima volta al Degerfors seguendo le orme del padre Jonas, che aveva militato nello stesso club tra il 1984 e il 1987. È rimasto in rosa fino alla scadenza del suo contratto biennale.
Nel dicembre del 2017 è stata annunciata la sua firma di un triennale – valido anche in questo caso a partire dal gennaio seguente – con il Trelleborg, squadra che aveva appena conquistato la promozione nell'Allsvenskan 2018. Al suo primo anno ha disputato 27 partite realizzando una rete (inutile ai fini della classifica, essendo arrivata in occasione della sconfitta per 2-1 sul campo dell'Elfsborg). La squadra a fine anno è retrocessa in Superettan, ed Ohlsson è rimasto per una seconda stagione, prima di lasciare il Trelleborg con un anno di anticipo rispetto alla scadenza contrattuale.
Nel 2020 infatti il giocatore ha fatto ritorno al Degerfors, sempre in Superettan, contribuendo con 2 reti in 28 presenze alla cavalcata che a fine anno ha riportato il club nella massima serie svedese da cui mancava dal 1997. Ohlsson è tornato così a calcare i campi dell'Allsvenskan, mentre la squadra ha centrato la salvezza sia al termine del campionato 2021 che 2022.

## Palmarès

### Club

#### Competizioni nazionali
- Superettan: 1

Degerfors: 2024